# Arenostola improba
Arenostola improba là một loài bướm đêm trong họ Noctuidae.